# Vanitas! Vanitatum Vanitas!
Vanitas! Vanitatum Vanitas! (lat. Eitelkeit! Der Eitelkeiten Eitelkeit!) ist eine Ode des deutschen Barock-Dichters Andreas Gryphius. Das Gedicht wurde im Mai 1643 in seinem ersten Buch der Oden veröffentlicht. Zum Zeitpunkt kurz vor dessen Veröffentlichung hielt sich Andreas Gryphius vermutlich im niederländischen Brittenburg (Lugdunum Batavorum, nordwestlich der Stadt Leiden gelegen) auf.

## Text
| Vanitas! Vanitatum Vanitas! | Eitelkeit! Der Eitelkeiten Eitelkeit! |
|                             |                                       |

| Die Herrlikeit der Erden Mus rauch undt aschen werden/ Kein fels/ kein ärtz kan stehn. Dis was vns kan ergetzen/ Was wir für ewig schätzen/ Wirdt als ein leichter traum vergehn. | Die Herrlichkeit der Erden muß Rauch und Asche werden, kein Fels, kein Erz kann stehn. Dies was uns kann ergötzen, was wir für ewig schätzen, wird als ein leichter Traum vergehn. |

| Was sindt doch alle sachen/ Die vns ein hertze machen/ Als schlechte nichtikeit? Waß ist der Menschen leben/ Der immer vmb mus schweben/ Als eine phantasie der zeit. | Was sind doch alle Sachen, die uns ein Herze machen, als schlechte Nichtigkeit? Was ist der Menschen Leben, der immer 'rum muß schweben, als eine Phantasie der Zeit. |

| Der ruhm nach dem wir trachtẽ/ Den wir vnsterblich achten/ Ist nur ein falscher wahn. So baldt der geist gewichen: Vnd dieser mundt erblichen: Fragt keiner/ was man hier gethan. | Der Ruhm, nach dem wir trachten, den wir unsterblich achten, ist nur ein falscher Wahn. So bald der Geist gewichen und dieser Mund erblichen, fragt keiner, was man hier getan. |

| Es hilfft kein weises wissen/ Wir werden hingerissen/ Ohn einen vnterscheidt/ Was nützt der schlösser menge/ Dem hie die Welt zu enge/ Dem wird ein enges grab zu weitt. | Es hilft kein weises Wissen, wir werden hingerissen ohne einen Unterscheid. Was nützt der Schlösser Menge? Dem hier die Welt zu enge, dem wird ein enges Grab zu weit. |

| Dis alles wirdt zerrinnen/ Was müh' vnd fleis gewinnen Vndt sawrer schweis erwirbt: Was Menschen hier besitzen/ Kan für den todt nicht nützen/ Dis alles stirbt vns/ wen man stirbt. | Dies alles wird zerrinnen, was Müh' und Fleiß gewinnen und saurer Schweiß erwirbt. Was Menschen hier besitzen, kann für den Tod nicht nützen. Dies alles stirbt uns, wenn man stirbt. |

| Was sindt die kurtzen frewden/ Die stets/ ach! leidt/ vnd leiden/ Vnd hertzens angst beschwert. Das süsse jubiliren/ Das hohe triumphiren Wirdt oft in hohn vnd schmach verkehrt. | Was sind die kurzen Freuden, die stets - ach! Leid - und Leiden und Herzensangst beschwert. Das süße Jubilieren, das hohe Triumphieren wird oft in Hohn und Schmach verkehrt. |

| Du must vom ehre throne Weill keine macht noch krone Kan vnvergänglich sein. Es mag vom Todten reyen/ Kein Scepter dich befreyen. Kein purpur/ gold/ noch edler stein. | Du mußt vom Ehrenthrone, weil keine Macht noch Krone kann unvergänglich sein. Es mag vom Totenreigen kein Szepter dich befreien, kein Purpur, Gold, noch edler Stein. |

| Wie eine Rose blühet/ Wen man die Sonne sihet/ Begrüssen diese Welt: Die ehr der tag sich neiget/ Ehr sich der abendt zeiget/ Verwelckt/ vnd vnversehns abfält. | Wie eine Rose blühet, wenn man die Sonne siehet, begrüßet diese Welt: die, eh' der Tag sich neiget, eh' sich der Abend zeiget, verwelkt und unversehns abfällt. |

| So wachsen wir auff erden Vnd dencken gros zu werden/ Vnd schmertz/ vnd sorgenfrey. Doch ehr wir zugenommen/ Vnd recht zur blütte kommen/ Bricht vns des todes sturm entzwey. | So wachsen wir auf Erden und denken groß zu werden und schmerz- und sorgenfrei. Doch eh' wir zugenommen und recht zur Blüte 'kommen, bricht uns des Todes Sturm entzwei. |

| Wir rechnen jahr auff jahre/ In dessen wirdt die bahre Vns für die thüre bracht: Drauff müssen wir von hinnen/ Vnd ehr wir vns besinnen Der erden sagen gutte nacht. | Wir rechnen Jahr auf Jahre, indessen wird die Bahre uns vor die Türe bracht: Drauf müssen wir von hinnen und eh' wir uns besinnen der Erden sagen gute Nacht. |

| Weil uns die lust ergetzet: Vnd stärcke freye schätzet; Vnd jugendt sicher macht/ Hatt vns der todt gefangen/ Vnd jugendt/ stärck vnd prangen/ Vndt standt/ vndt kunst/ vndt gunst verlacht! | Dieweilen uns die Lust ergötzet und Stärke Freiheit schätzet und Jugend sicher macht, hat uns der Tod gefangen und Jugend, Stärk und Prangen und Stand und Kunst und Gunst verlacht! |

| Wie viel sindt schon vergangen/ Wie viell lieb-reicher wangen/ Sindt diesen tag erblast? Die lange räitung machten/ Vnd nicht einmahl bedachten/ Das ihn ihr recht so kurtz verfast. | Wieviel sind schon vergangen, wieviel liebreiche Wangen sind diesen Tags erblasst? Die lange Rechnung machten und nicht einmal bedachten, daß ihm ihr Recht so kurz verfasst. |

| Wach' auff mein Hertz vndt dencke; Das dieser zeitt geschencke/ Sey kaum ein augenblick/ Was du zu vor genossen/ Ist als ein strom verschossen Der keinmahl wider fält zu rück. | Wach' auf, mein Herz und denke, daß dieser Zeit Geschenke sei kaum ein Augenblick. Was du zuvor genossen, ist als ein Strom verschossen, der kein Mal wieder fällt zurück. |

| Verlache welt vnd ehre. Furcht/ hoffen/ gunst vndt lehre/ Vndt fleuch den Herren an/ Der immer könig bleibet: Den keine zeitt vertreibet: Der einig ewig machen kan. | Verlache Welt und Ehre, Furcht, Hoffen, Gunst und Lehre und fleh' den Herren an, der immer König bleibet, den keine Zeit vertreibet, der einig ewig machen kann. |

| Woll dem der auff ihn trawett! Er hat recht fest gebawett/ Vndt ob er hier gleich fält: Wirdt er doch dort bestehen Vndt nimmermehr vergehen Weil ihn die stärcke selbst erhält. | Wohl dem, der auf ihn trauet! Er hat recht fest gebauet, und ob er hier gleich fällt: wird er doch dort bestehen und nimmermehr vergehen, weil ihn die Stärke selbst erhält. |

Schreibweise:
Aktualisierte Schreibung nach dem Sprachgefühl des Bearbeiters und dessen Bestreben, allen Lesern dieser Webpage einen ungehinderten Zugang zu diesem Juwel der deutschen Sprache zu bieten; (sprach-)wissenschaftliche Erwägungen haben bei dieser Neuschreibung demzufolge keinerlei Rolle gespielt.
Zeichensetzung:
Zwischen verschiedenen barocken Druckausgaben des Andreas Gryphius bestehen bei ein und demselben Stück Unterschiede hinsichtlich der Zeichensetzung. Da eine quasi „normierte“ Zeichensetzung der originalen Gryphius'schen Texte somit ohnehin nicht vorliegt, wurden die Zeichen innerhalb der Neuschreibung frei nach dem heutigen Sprachgefühl, dem Sinn des Textes sowie nach dem vorliegenden Versrhythmus gesetzt.

## Form
Die fünfzehn Strophen des Gedichts folgen dem bekannten Versmaß von „Innsbruck/O Welt ich muss dich lassen“ (16. Jahrhundert), auf dem auch „Nun ruhen alle Wälder“ von Paul Gerhardt (1647) und Claudius' Abendlied „Der Mond ist aufgegangen“ (1779) beruhen: Sechs Zeilen mit Schweifreim (a–a–b c–c–b) in jambischem Versmaß, wovon immer die ersten fünf Verse dreihebig sind, während der letzte vier Hebungen aufweist.
Entsprechend dem rhetorischen Charakter barocker Lyrik  wird jeweils in den ersten drei Versen eine Behauptung aufgestellt, die in den nächsten drei Versen erweitert wird.

## Interpretation
In den ersten Strophen werden die Freuden der Natur als Illusion bezeichnet. Gleichzeitig könne sich der Mensch nicht einmal an Gegenständen erfreuen, weil sein Leben stets eine „Phantasie der Zeit“ sei. Das hier schon angedeutete Vanitas-Motiv wird in den folgenden Strophen weiter ausgeführt. In der dritten bis fünften Strophe der Ruhm, wie die damit verknüpfte Aussicht auf ewigliches Leben in Erinnerungen der Nachkommenden, das im Leben angehäufte Wissen und Eigentum, als der Vergänglichkeit preisgegebene Güter benannt. Daraufhin enden in den beiden folgende Strophen selbst Jubel und Triumph, privilegierte Freuden geringer weltlicher Eliten, indem sie in ihr Gegenteil gekehrt werden. Auch Königreiche gehen unter. Machtinsignien wie der Thron, die Krone und Zepter können den Tod nicht aufhalten. Besitztümer wie Purpur, Gold und Edelsteine, welche zu Lebzeiten die Pracht königlicher Macht waren, verlieren ihren zugesprochenen Wert. Die Aufzählung ähnelt einem Totentanz, vom gemeinen Menschen, dem Gelehrten bis zum Regenten durchläuft der Tod alle Stände einer Gesellschaft.
Anschließend folgt in der achten bis neunten Strophe am Beispiel einer Rose das Vanitas-Motiv. In einem Prozess von Blühen – volle Blütenpracht – Verwelken kommt es dem Leben gleich. Die Allgegenwärtigkeit des Todes wird in den beiden Höhepunkten „Welt“ und „sorgenfrey“ deutlich, woraufhin das Wachstum in Verfall kippt. Die 13. Strophe steht ganz im Zeichen des Memento mori, an die Sterblichkeit des Menschen wird erinnert und im Folgenden daran gemahnt, dass alle irdischen Versprechungen nur Augenblicke weilen. Stattdessen solle der Mensch Gott gedenken, welcher im Gegensatz zu den Mächtigen unsterblich ist: „Der immer König bleibet, den keine Zeitt vertreibet, der einig ewig machen kan.“ Schließlich wird im Bewusstsein der eigenen Vergänglichkeit auf die Stärke Gottes vertraut, denn wer sich zum Allmächtigen bekennt, der kann auf Trost hoffen.

## Rezeption
Die Ode wurde in Kirchengesangsbücher aufgenommen. Der Liedermacher Konstantin Wecker persiflierte das Gedicht unter dem gleichen Titel. Dagegen ist Johann Wolfgang von Goethes gleichnamiges Gedicht eine Parodie auf Adam Reusners Lied „Ich hab mein Sach Gott heimgestellt“.